# دينيس فان شيبينغن
دينيس فان شيبينغن (بالهولندية: Dennis van Scheppingen)‏ مواليد 5 يوليو 1975 في هولندا، هو لاعب كرة مضرب هولندي سابق بدأ مسيرته كمحترف سنة 1993 وكان يلعب باليد اليمنى، اعتزل اللعب في 2008. أعلى تصنيف له في الفردي كان المركز الـ 72 في سنة 2004.

## روابط خارجية
- دينيس فان شيبينغن على موقع رابطة محترفي التنس (الإنجليزية)
- دينيس فان شيبينغن على موقع الاتحاد الدولي لكرة المضرب (الإنجليزية)
- دينيس فان شيبينغن على موقع كأس ديفيز (الإنجليزية)
- دينيس فان شيبينغن على موقع خلاصة التنس.كوم (الإنجليزية)